# Chilabothrus gracilis
Espèce
Synonymes
- Epicrates gracilis (Fischer, 1888)
- Epicrates gracilis hapalus Sheplan & Schwartz, 1974

Statut CITES
Chilabothrus gracilis est une espèce de serpents de la famille des Boidae.

## Répartition
Cette espèce est endémique d'Hispaniola. Elle se rencontre en République dominicaine et en Haïti.

## Liste des sous-espèces
Selon The Reptile Database (2 août 2013) :
- Chilabothrus gracilis gracilis Fischer, 1888
- Chilabothrus gracilis hapalus (Sheplan & Schwartz, 1974)

## Étymologie
Son nom d'espèce, du latin gracilis, « fin », lui a été donné en référence à sa morphologie.

## Publications originales
- Fischer, 1888 : Über eine Kollektion Reptilien und Amphibien von Hayti. Jahrbuch der Hamburgischen Wissenschaftlichen Anstalten, vol. 5, p. 23-45 (texte intégral).
- Sheplan & Schwartz, 1974 : Hispaniolan boas of the genus Epicrates (Serpentes, Boidae) and their Antillean relationships. Annals of the Carnegie Museum, vol. 45, p. 57-143.